# Domoni
Domoni (Broj stanovnika: 14.500) je četvrti najveći grad na Komorima, te drugi najveći grad na otoku Anjouan. Grad je bio važan trgovački centar u 15. st.